# Mythimna turcella
Mythimna turcella är en fjärilsart som beskrevs av Otto Staudinger 1897. Mythimna turcella ingår i släktet Mythimna och familjen nattflyn. Inga underarter finns listade i Catalogue of Life.